# 밥 에즈린
밥 에즈린(영어: Bob Ezrin, 1949년 3월 25일 ~ )은 캐나다의 음악 프로듀서 겸 키보디스트로 루 리드, 앨리스 쿠퍼, 키스, 핑크 플로이드, 딥 퍼플, 피터 가브리엘, 피시와의 작업으로 가장 잘 알려져 있다. 2010년 기준으로, 에즈린의 음악 경력은 40년 동안 지속되었고, 그의 제작 작업은 21세기까지 계속되었고, 데프톤스와 30 세컨즈 투 마스 같은 음악과 함께 진행되었다.
1993년 대화형 매체 회사 7레벨을 공동 설립한 이래, 에즈린은 박애주의, 활동주의, 그리고 환경전사로 성장하여, 우리 행성의 미래를 위해 싸우는 몇몇 단체와 개인을 지원했다. 음악은 또한 아이티를 위한 뮤직 라이징과 젊은 예술가들과 같은 프로젝트들을 뒷받침하면서 그의 삶의 이 영역으로 소개되었다. 에즈린은 2009년 님버스 레코딩 예술학교를 공동 설립하면서 교육에도 참여하고 있다. 에즈린은 세 개의 주노상 수상자다. 2011년 에즈린은 토론토에서 열린 2011년 SOCAN 어워드에서 특별공로상을 받았다.

## 어린 시절
에즈린은 1949년 3월 25일 캐나다 온타리오주 토론토에서 태어났다. 그는 토론토의 포레스트 힐 지역에 거주했다.

## 라이브 경기장
에즈린은 그린 데이와 U2 주연의 미국 뉴올리언스에서 루이지애나 슈퍼돔을 다시 열기 위해 생방송과 TV 엑스트라바게자를 제작했다.

## 사생활
에즈린은 자넷 에즈린과 결혼했다.